# Tampea lithosioides
Tampea lithosioides là một loài bướm đêm thuộc phân họ Arctiinae, họ Erebidae.